# 马王堆一号汉墓帛画
马王堆一号汉墓帛画是中華人民共和國禁止出国（境）展览文物之一，1972年出土於湖南省长沙市东郊东屯渡乡（今芙蓉区马王堆街道），是马王堆汉墓的眾多隨葬品之一。現藏湖南省博物馆。

## 形制
帛画覆盖在一号墓即辛追墓的内棺上，呈字形，長205厘米，上部宽92厘米，下部宽47.7厘米，制作精美、色彩鲜艳，画面上中下三部分分别表现了天上、人间与地下的场景，体现了西汉初年的神仙方术思想，学者认为帛畫的作用是接引死者走向天国。

## 內容
上部描繪天界：
- 右上角，一輪紅日，日中有金烏，日下的扶桑樹間，還有八個太陽。
- 左上角一彎新月，月上有蟾蜍和玉兔，月下畫著奔月的嫦娥。
- 日、月之間，端坐著一個披髮的人首蛇身天帝（有認為是女媧，或燭龍、太一、伏羲等等），一條紅色長尾自環於其中。周圍有仰首的立鶴，是屬於天上的瑞鳥仙禽。
- 下方有騎獸怪物懸鐘鐸於空中，鐘上有俯身的鴻雁，旁有神龍張嘴呼嘯。
- 有一道天門閶闔與人間相隔，兩豹攀騰門上，還有守衛的門吏（有認為是帝閽或大司命、少司命），拱手對坐。

中部描繪人世間：
- 上端為由華紋、鳥紋構成的三角華蓋，蓋上站立兩隻鳳凰，蓋下展翅飛翔一隻有翼怪獸（有認為是鴟鴞或飛廉）。
- 一位拄杖老婦人面向西方，可能是墓主人形象。其前有兩人(有認為是方士或僕役)捧案跪迎，後有三侍女隨從。
- 兩側有兩龍，交錯於玉璧，下有身著白衣、長著翅膀、似人非人的人首鳥身羽人相望。
- 再下面有一設祭的食案，陳列俎豆，表示以酒食獻祭給死者。有數人正踞案對飲，似乎是家屬在給老婦送行。

下部描繪冥界：
- 一位裸體的力士（有認為是禺強或鯀等等），作馬步下蹲，雙手向上托舉著象徵大地的白色扁平物。他站在兩條交纏著的水族動物鯨鯢身上，鯨鯢尾端有兩隻異獸。在大地和冥界的交界處，有兩隻靈龜浮游，龜殼上有鴟鳥站立。